# 勤得利农场
勤得利农场是一个位于中华人民共和国黑龙江省佳木斯市同江市的农场，亦是黑龙江省农垦建三江管理局所属的一个农场。
勤得利农场始建于1958年，地处三江平原东北部，北靠黑龙江与俄罗斯隔江相望，土地总面积210万亩，其中拥有耕地82.47万亩，辖黑龙江水域82公里，总人口2.1万人。

## 行政区划
勤得利农场下辖以下单位：
勤得利场直社区、勤得利农场第一管理区、勤得利农场第二管理区、勤得利农场第三管理区、勤得利农场第四管理区、勤得利农场第五管理区、勤得利农场第六管理区、勤得利农场第七管理区和勤得利农场第八管理区。